# Przepuklina Grynfeltta
Przepuklina Grynfeltta – przepuklina wychodząca przez trójkąt lędźwiowy górny ograniczony przyśrodkowo przez mięsień prostownik grzbietu, bocznie przez mięsień skośny wewnętrzny brzucha i od góry przez dolny brzeg XII żebra i dolny brzeg mięśnia zębatego tylnego dolnego. Dno tego trójkąta stanowi rozcięgno mięśnia poprzecznego brzucha. 
Nazwa eponimiczna upamiętnia lekarza Josepha Grynfeltta. Grynfeltt jako pierwszy opisał przepuklinę trójkąta lędźwiowego górnego w 1866. Podobny przypadek opisał niezależnie Lesshaft w 1870.